# Hans Ulrich Zellweger
Hans Ulrich Zellweger (* 19. Juni 1909 in Lugano; † 24. Februar 1990 in Iowa City, Iowa) war ein schweizerisch-amerikanischer Kinderarzt und Erstbeschreiber des später nach ihm benannten Zellweger-Syndroms.

## Biographie
Zellweger studierte in Zürich, Hamburg, Berlin und Rom. Er wurde 1934 in Zürich promoviert und arbeitete danach in Luzern. Von 1937 bis 1939 arbeitete er mit Albert Schweitzer in dessen Krankenhaus in Lambaréné. Danach war Zellweger Assistent von Guido Fanconi im Kinderspital Zürich. Im Jahr 1951 wurde Zellweger Professor für Kinderheilkunde an der Amerikanischen Universität in Beirut. 1959 wurde Professor für Kinderheilkunde an der University of Iowa in Iowa City, wo er 1960 ein Labor für klinische Zytogenetik und 1962 eine Klinik für neuromuskuläre Erkrankungen gründete. Daneben war er Leiter der Abteilung für medizinische Genetik. Nach seiner Emeritierung im Jahr 1977 leitete er bis 1980 ein humangenetisches Programm des Bundesstaates Iowa.
Nach Zellweger ist das von ihm im Jahre 1964 erstmals beschriebene Zellweger-Syndrom benannt.